# Concha Ibáñez
Concepción Ibáñez Escobar, simplement coneguda com a Conxa Ibáñez o Concha Ibáñez   (Canet de Mar, 26 de març de 1926 - Barcelona, 22 de desembre de 2022), va ser una pintora i gravadora contemporània catalana.
Dedicada al paisatgisme, va pintar terres de diverses comarques de Catalunya, de Castella, d'Andalusia, de les Balears i les Canàries, de Venècia, de Grècia i del Magreb, de Cuba i de Nova York.
Les seves il·lustracions a l'oli o al gravat van acompanyar obres d'escriptors com Baltasar Porcel, Miquel de Palol i Felip, Marta Pessarrodona, Cesáreo Rodríguez-Aguilera o Josep Maria Carandell i Robusté.

## Biografia
Nascuda a Canet de Mar, ben aviat la família es traslladà a Barcelona, on Ibáñez estudià pintura amb el pintor Josep Oriol Baqué Mercader, i posteriorment pintura, gravat i dibuix a l'Escola de la Llotja amb artistes com el pintor Francesc Labarta, freqüentant els ambients de l'època al Cercle Artístic de Sant Lluc.
La primera mostra pública de les obres de Concha Ibáñez va ser en una exposició solidària per ajudar les famílies dels presos polítics, en la dècada de 1950. Després de diverses estades a diverses ciutats d'Itàlia, Madrid i París, el 1960 va exposar individualment a la sala Jaimes de Barcelona, i amb posterioritat a la sala Abril de Madrid, i ens anys successius a diverses galeries de Girona, Figueres i Cadaqués, Lleida, Tarragona, Sitges i Barcelona, Palma, Sant Sebastià, Madrid, Milà (Itàlia), Viena (Àustria), Brussel·les (Bèlgica), L'Havana i Holguín (Cuba) i Nova York (Estats Units d'Amèrica). La seva obra es troba a diversos museus, entre els quals el Museu d'Art Contemporani de Barcelona (MACBA), el Museu de l'Hospitalet, el Museu de les Cultures del Vi de Catalunya (VINSEUM), la Biblioteca Museu Víctor Balaguer, Museu Abelló i el Museu d'Història de Girona.
Va exposar (1962-1969) i va ser membre del patronat organitzador del Saló de maig de Barcelona, de 1966 a 1969. Va presentar les seves obres al Saló femení d'art actual. Va rebre diversos premis, entre els quals el primer Premi de Pintura Ciutat de L'Hospitalet (1966); el segon Premi de la Diputació de Girona (1967); el tercer premi de Pintura Hidalgo de Caviedes al Concurs Rafael Zabaleta, de Jaen (1973); el Premi de Pintura Donart (1995); i el Premi d'Arts Plàstiques del Museu de la Marina de Vilassar de Mar (1997). El 1992 va ser convidada a participar amb un grup d'artistes catalanes en el II Festival Internacional de Dones, a Bangkok. El 1999 va inaugurar la mostra "El segle de les dones a la Mediterrània", organitzat per l'Institut Català de la Dona.
Concha Ibáñez ocupa un lloc destacat entre les artistes plàstiques més representatives de la seva generació, com ara Emília Xargay, Maria Assumpció Raventós, Maria Girona o Montserrat Gudiol. Va formar part de l'Associació Dones Artistes SOM 7, juntament amb Claude Collet, Teresa Costa-Gramunt, Lluïsa Garcia-Muro, Adelaida Murillo, Carme Riera i Núria Tortras. Els anys 70, sota la dictadura de Franco va participar amb els comitès de solidaritat d'artistes per recollir fons per als presos polítics i sindicals. El 1977 va formar part del grup d'intel·lectuals, professionals i artistes signants del Manifest "Nosaltres també votem PSUC".
La seva obra té un estil propi. En paraules del periodista i crític Josep Maria Cadena: "Concha Ibáñez és una paisatgista perquè desitja entendre el món en el seu conjunt. Podria representar altres aspectes de la vida col·lectiva, però en la seva visió anímica de diversos paisatges aconsegueix expressar la seva voluntat solidària. Observa, sent i sintetitza al màxim perquè la força de la bellesa obri camins que portin al concepte de concòrdia". Daniel Giralt-Miracle va titllar la seva pintura de "síntesi d'espai, llum, terra, natura i arquitectura dins d'un tot ben travat i sensible als trets propis de cada indret". Per Baltasar Porcel, "Conxa Ibáñez, pintora de paisatges, gairebé mai no pinta un paisatge: se serveix d'uns accidents geogràfics per esteoritzar la seva personal concepció estètica i anímica". Segons el crític Cesáreo Rodríguez-Aguilera, "amb la seva parsimònia i la seva seguretat, Concha Ibáñez ha anat perfilant amb caràcters propis les formes i els signes; ha enriquit la matèria, ha donat solidesa al sentit arquitectural de la seva pintura, ha conjugat el color amb moderació i amb audàcia". Santos Torroella va considerar que Ibáñez "practica el tacte i la geometria de l'art de pintar amb un fervor infreqüent, amb una clara distinció que fa que en les seves obres tot sigui límpid i serè, clar i precís però, al mateix temps, suau i amb estima, més acaronat dolçament que com plàsticament presoner en la seva estricta captació". El crític Josep Corredor Matheos va considerar que "Concha Ibáñez ha anat unint, amb el temps, dos processos que semblen contradictoris: el d'una progressiva abstracció i el d'una concreció major cada dia, amb l'enfocament d'una parcel·la concreta de la realitat".
Al Diccionari Ràfols se sintetitza l'estil de Concha Ibáñez: "la seva obra, dedicada especialment al paisatge, està feta de solituds i silencis, resolta amb senzillesa i acolorida amb dolçor, desplegant formes amb matisos amb una captivadora sensibilitat poètica. El mateix es pot afirmar dels seus gravats, en què la subtil gradació de grisos s'alia amb un sentit de la forma, invariablement sobri i candorós." La professora Maria Lluïsa Faxedas Brujats va escriure: "Els paisatges d'Ibáñez prescindeixen del detallisme i busquen una essencialitat que desemboca en una pintura ascètica, geomètrica i depurada. Els cromatismes harmònics i poc estridents, però clarament diferenciats en funció del lloc que pinta (tons terrosos en les imatges del Vallès, blavosos en la sèrie de les oliverses de Jaén, grisos en les vistes del Lanzarote volcànic...), contribueixen a l'equilibri i la serenor de les seves pintures. En el cas de les visions castellanes, hi declina totes les variants del groc i dels ocres, en un intent de traslladar al llenç la seva percepció de la terra conreada, un paisatge que ella mateixa va afirmar que és allò que més li agrada de la natura".
El 2014 l'Ajuntament de Canet de Mar va concedir la seva medalla d'or a Concha Ibáñez.

## Obres destacades
- 1969 - Paisatge (oli sobre tela), conservada a la Biblioteca Museu Víctor Balaguer.
- 1972 - Paisatge (oli sobre tela), conservada al VINSEUM.[3]
- 1991 - [Sense títol] (gravat), conservada al Museu de l'Hospitalet.[3]
- 1999 - Los Monegros (oli sobre tela), conservada al Museu de l'Hospitalet.[3]